# Dar Kūh
Dar Kūh (persiska: در كوه) är en ort i Iran.   Den ligger i provinsen Hormozgan, i den södra delen av landet, 1 100 km söder om huvudstaden Teheran. Dar Kūh ligger 23 meter över havet och antalet invånare är 550.
Terrängen runt Dar Kūh är huvudsakligen platt, men österut är den kuperad. Havet är nära Dar Kūh åt nordväst.  Närmaste större samhälle är Chāhū-ye Sharqī, 12,9 km öster om Dar Kūh. 